# Hupperdange
Hupperdange (Luxemburgs: Hëpperdang, Duits: Hüpperdingen) is een plaats in de gemeente Clervaux en het kanton Clervaux in Luxemburg.
Hupperdange telt 197 inwoners (2001).